# Konståret 1921

## Händelser

### Okänt datum
- Paul Sérusier publicerar sin ABC de la Peinture.
- Östgöta konstförening bildades.

## Priser
- Archibald Prize: W B McInnes – Desbrowe Annear.

## Verk

### Bildkonst

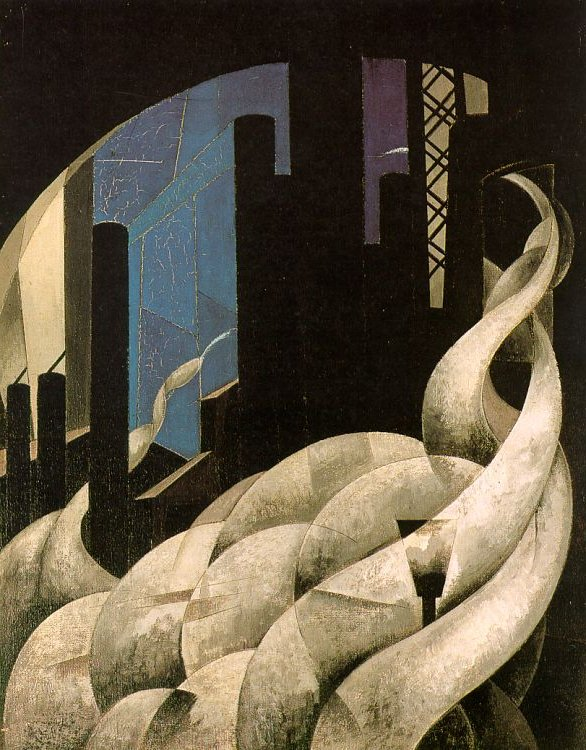
Charles Demuths tavla Incense of a New Church från 1921.

- Charles Demuth – Incense of a New Church.
- Auguste Herbin – Le Cateau-Cambrésis.
- Pablo Picasso – Three Musicians (Museum of Modern Art, New York).
- Piet Mondrian – Composition with Red, Yellow and Blue.
- Francis Picabia – Cannibale.

### Byggnadsverk
Diversearbetaren Simon Rodia påbörjar arbetet med Watts Towers.

## Födda
- 1 januari – César (död 1998), fransk skulptör.
- 14 januari – Norris Embry (död 1981), amerikansk målare.
- 23 januari – Silvio Gazzaniga (död 2016), italiensk skulptör.
- 27 januari – Georges Mathieu (död 2012), fransk målare.
- 29 januari – Erik Berglund (död 2008), svensk möbelarkitekt och möbelforskare.
- 4 februari – Pierre Olofsson (död 1996), svensk konstnär.
- 5 februari – Ken Adam (död 2016), brittisk scendesigner.
- 17 februari – Fred Andersson (död 1989), svensk konstnär (målare).
- 20 februari – Gunnar Nordström (död 2021), svensk bildkonstnär och grafiker.
- 13 mars – Al Jaffee, amerikansk skämttecknare.
- 16 mars – Eric Elfwén (död 2008), svensk målare, skulptör, glasmålare och designer.
- 28 mars – Norman Bluhm (död 1999), amerikansk målare.
- 30 mars – Ingeborg Lundin (död 1992) svensk glaskonstnär.
- 8 april – John Melin (död 1992), svensk grafisk formgivare och reklamman.
- 25 april – Karel Appel (död 2006), nederländsk målare, skulptör och poet.
- 12 maj – Joseph Beuys (död 1986), tysk konstnär och samhällsvisionär.
- 15 maj – Åke Jönsson (död 1992), svensk skulptör och tecknare.
- 2 juni – Hertha Hillfon (död 2013), svensk keramiker och skulptör.
- 6 juni – Martin Holmgren (död 1969), svensk skulptör och tecknare.
- 11 juni – Ib Spang Olsen (död 2012), dansk illustratör och författare.
- 17 juni – Ilhan Koman (död 1986), turkisk konstnär.
- 3 juli – Knut Erik Lindberg (död 1988), svensk skulptör.
- 6 juli – Hardy Strid (död 2012), svensk konstnär.
- 12 augusti – Vidar Forsberg (död 1992), svensk grafisk formgivare.
- 4 augusti – Harald Gripe (död 1992), svensk konstnär och illustratör.
- 16 augusti – Hans Asplund (död 1994), svensk arkitekt, professor vid Lunds tekniska högskola.
- 25 september – 
  - Jacques Martin (död 2010), fransk serieskapare.
  - Åke Ragnar Wide (död 1998), svensk konstnär och grafiker.
- 22 oktober – Czesław Słania (död 2005), polsk-svensk frimärksgravör.
- 30 oktober – Karl Axel Pehrson (död 2005), svensk målare och skulptör.
- 17 november – Albert Bertelsen (död 2019), dansk konstnär.
- 26 november – Françoise Gilot, fransk författare och konstnär.
- 6 december – Marian Kołodziej (död 2009), polsk konstnär och scenograf.
- 12 december – Einar Lagerwall (död 1992), svensk illustratör med huvudfokus på serieteckning.
- 15 december – Nisse Skoog (död 2014), svensk jazzmusiker (trumpetare), scenograf och konstnär.
- 17 december – Inki Olsson (död 2018), svensk målare, tecknare och grafiker.
- 23 december – Magnus Gerne (död 1987), svensk illustratör, konstnär och tecknare.

## Avlidna
- 23 januari – Ferdinand Luthmer (född 1842), tysk arkitekt och konsthistoriker.
- 30 januari – John Francis Murphy (född 1853), amerikansk landskapsmålare.
- 3 februari – William Strang (född 1859), skotsk målare och gravör.
- 21 februari – George Dunlop Leslie (född 1835), brittisk målare.
- 23 mars – Jean-Paul Laurens (född 1838), fransk akademisk målare.
- 24 mars – Marcus Stone (född 1840), engelsk målare.
- 14 maj – Paulina Odenius (född 1846), svensk bildkonstnär.
- 29 maj – Abbott Handerson Thayer (född 1849), amerikansk målare.
- 5 maj – William Friese-Greene (född 1855), engelsk fotograf och filmfotograf.
- 13 juli  – Elias Anckers (född 1858), svensk sjömilitär, varvschef, målare och grafiker.
- 7 oktober – John Thomson (född 1837), skotsk fotograf.
- 18 oktober – August Gaul (född 1869), tysk skulptör.
- 1 november – Francisco Pradilla (född 1848), spansk målare.
- 12 november – Fernand Khnopff (född 1858), belgisk målare.
- 15 november – Eugen Bracht (född 1842), tysk målare.
- okänt datum – Henry Hare (född 1861), engelsk arkitekt.